# Juliana Ruiz
María Juliana Ruiz Sandoval (Bogotá, 23 de maio de 1978) é a esposa do ex-presidente da Colômbia Iván Duque, tendo sido a primeira-dama de seu país entre 7 de agosto de 2018 e 7 de agosto de 2022.

## Biografia

### Início da vida e estudos
Nasceu na cidade de Bogotá em 1978, filha de Luis Fernando Ruiz e Gloria Sandoval. Ele completou seus estudos básicos no Marymount College e depois ingressou na Universidade Javeriana, onde estudou direito. Após concluir seus estudos de graduação, mudou-se para Paris para estudar no Institut Catholique. Mais tarde, mudou-se para Washington, obtendo um mestrado em Direito com ênfase em negócios internacionais pela American University.

### Carreira
Morando em Washington, ela conseguiu se tornar um membro profissional da OEA, onde trabalhou por mais de uma década, inicialmente em vários escritórios e depois com o Secretário-Geral e o Secretário-Geral Adjunto, liderando projetos e comissões da agência.
Após sua experiência nos Estados Unidos, ela retornou ao país de origem para ingressar na Clínica Shaio, onde atuou como secretária geral até 2018, assumindo como primeira-dama do país, quando seu marido Iván Duque foi eleito presidente da Colômbia, sucedendo Juan Manuel Santos. De seu cargo, Juliana liderou vários projetos sociais, entre os quais se destaca a Grande Aliança para a Nutrição, iniciativa que visa mitigar o impacto da desnutrição infantil no país.

### Vida pessoal
Juliana conheceu Iván Duque em sua juventude. Anos depois, ela começou um relacionamento com ele enquanto morava na cidade de Washington. O casal se casou em 15 de fevereiro de 2003 e retornou à Colômbia quando Duque decidiu concorrer ao Senado da República. Em Washington, nasceram seus três filhos: Luciana, Eloísa e Matías.